# Most Ładodzki
Most Ładodzki (ros: Ладожский мост) – najwyższy most na rzece Newa.
Znajduje się w obwodzie leningradzkim, w pobliżu Kirowska. Jest częścią drogi do Murmańska (droga federalna R21). Most został otwarty w 1981 i ma długość 655 metrów.